# Collada de Santa Engràcia
La Collada de Santa Engràcia és una collada situada a 658 m alt entre els termes comunals dels Banys d'Arles i Palaldà, a l'antic terme de Montalbà dels Banys, i d'Arles, tots dos del Vallespir (Catalunya del Nord).
És en el límit occidental del terme dels Banys d'Arles i a l'oriental del d'Arles, a la zona nord-oest de l'antic terme de Montalbà dels Banys. És a prop i al nord-oest de la capella de Santa Engràcia, al nord del Còrrec Fosc.